# 슘슈섬
슘슈섬(러시아어: Шумшу, 일본어: 占守島 슈무슈토[*], 아이누어: ši mošir/Ши мошир)은 쿠릴 열도의 북동쪽에 위치한 러시아의 섬이다. 면적은 388km2이고, 쿠릴 해협에 면해있다.

## 지형
동북쪽 캄차카반도(半島)의 로팟카 곶과의 사이에 제1쿠릴해협(Первый Курильский пр. 일본어:千島海峡)이 있고, 서쪽 파라무시르섬(Парамушир)과의 사이에 제2쿠릴해협(Второй Курильский пр.)이 위치한다. 섬의 최고봉은 비소카야산[гора Высокая(189 m)]이다.

## 역사
본래 아이누족이 살던 곳으로, 마이룹포(Mairuppo)라는 거주지가 있었다고 한다. 1875년 상트페테르부르크 조약으로 일본의 영토가 되었고 홋카이도(北海道) 슈무슈군(占守郡)에 속했다. 일본은 1895년 가타오카(片岡)라는 취락에 57명을 이주시키며 입식을 시작하였고, 1906년 러일어업협정으로 조업이 본격화된 이후 소규모의 게 통조림 공장이 세워지는 등 어업이 성행하여 한때 하계 인구가 약 1천 명에 달하기도 했다.
1945년 8월 18일부터 21일까지 소련군의 쿠릴열도 점령작전 개시에 따라 일본군 수비대와의 사이에 슈무슈 섬 전투가 벌어졌고, 제2차 세계 대전 종전 이래로 소비에트 연방이 점령하였다. 가타오카는 이후 바이코보(Байково)라는 이름으로 이어졌으나, 현재 상주(常住)하는 인구는 없다. 소련 붕괴 이후로는 러시아 연방의 영토로서 사할린주 세베로쿠릴스키군(Северо-Курильский городской округ)에 속해 있다.

## 같이 보기
- 러시아의 섬 목록